# كوجي ياماموتو (لاعب كرة قاعدة)
كوجي ياماموتو (باليابانية: 山本功児؛ بالكانا: やまもと こうじ) هو لاعب كرة قاعدة ياباني، ولد في 25 ديسمبر 1951 في ساكاي في اليابان، وتوفي في 23 أبريل 2016.

## وصلات خارجية
- كوجي ياماموتو على موقع الدوري الياباني لكرة القاعدة (الإنجليزية)
- كوجي ياماموتو على موقعبيزبول رفرنس.كوم (الدوري الثانوي) (الإنجليزية)